# Tuer le dragon
Pour plus de détails, voir Fiche technique et Distribution.
Tuer le dragon ou Tuer un dragon (en russe : Убить дракона, Oubit drakona) est un film germano-soviétique de Mark Zakharov sorti en 1988,. Le scénario s'inspire du conte allégorique Le Dragon d' Evgueni Schwartz qui tente d'appréhender le phénomène tyrannique,. C'est le dernier long métrage de Mark Zakharov.

## Synopsis
Le bon chevalier Lancelot arrive dans une ville pour la délivrer du dragon qui l'opprime depuis 400 ans. Cependant, presque tout le monde en commençant par le burgrave s'attellent à l'en dissuader, car ils ignorent ce que c'est qu'une liberté et au fond la redoutent. Il fait connaissance du dragon. Lors de leur rencontre Lancelot peut mesurer par lui-même le degré d'acceptation de son sort par un commun et mortel qui à l'instar de Friedrichsen, un scientiste corrigé, ne se révolte pas à l'idée de sa propre castration.
Quelques partisans aident le chevalier à trouver des armes et à se préparer pour un combat qu'il remporte. La nouvelle de la défaite du dragon, déclenche parmi les habitants la violence désordonnée, le pillage et l'anarchie. Lancelot tente de leur expliquer que la mort du dragon signifie seulement qu'il est temps pour chacun de tuer le dragon en lui-même et qu'il est là pour les obliger à le faire. Sa fermeté leur rappelle celle du dragon et la population ne tarde pas à replonger dans une torpeur obéissante. Lancelot préfère alors se retirer. Soudain il aperçoit le dragon, qui continue de prospérer sous les traits d'un barbu débonnaire entouré d'enfants. La fin du film montre Lancelot et le dragon s'éloignant dans la neige discutant d'un nouvel affrontement.

## Fiche technique
- Titre : Tuer le dragon
- Titre original : Убить дракона, Oubit drakona
- Réalisation : Mark Zakharov
- Scénario : Grigori Gorine et Mark Zakharov d'après la pièce de théâtre d'Evgueni Schwarz
- Photographie : Vladimir Nakhabtsev (ru)
- Caméra : Eduard Gimpel, Nikolaï Korobeinik, Boris Zoline
- Direction artistique : Oleg Scheinzis (ru), Saïd Menaïlchikov, Rolf Zehetbauer
- Costumes : Natalia Moneva
- Musique : Guennadi Gladkov
- Son : Evgueni Fedorov
- Montage : Valentina Koulaguina
- Assistant réalisateur : Alexandre Heit
- Producteur : Mosfilm, Bavaria Film, ZDF, Sovinfilm, Ritm
- Pays :  Union soviétique
- Langues : russe
- Durée : 116 minutes
- Dates de sortie :
  - URSS : 1988
  - Allemagne : le 19 janvier 1990

## Distribution
- Alexandre Abdoulov : Lancelot
- Oleg Yankovski : dragon
- Evgueni Leonov : burgrave
- Viatcheslav Tikhonov : Charlemagne, l'archivaire
- Alexandre Zbrouïev : Friedrichsen, le scientiste
- Semion Farada : chef d'orchestre
- Aleksandre Filippenko : forgeron
- Aleksandra Zakharova (ru) : Elsa, fille d'archivaire
- Viktor Rakov : Heinrich, fils du burgrave
- Anna Frolovtseva (ru) : gouvernante
- Igor Fokine (ru) : garde de prison
- Olga Sochnikova (ru) : femme de Friedrichsen
- Viatcheslav Polounine : aviateur
- Ivan Agapov (ru) : forgeron
- Olga Volkova : femme du forgeron
- Andreï Toloubeïev (ru) : chapelier
- Vitali Varganov (ru) : gérant
- Vladimir Nakhabtsev (ru) : assistant
- Boris Tchounaïev (ru) : pêcheur
- Léonide Gromov (ru) : pêcheur
- Viatcheslav Voïnarovski (ru) : invité
- Viktor Kremlev : feldwebel
- Vladimir Tkalitch : secrétaire
- Oleg Roudiouk : nouveau secrétaire
- Rimma Latypova : servante
- Vassili Petrenko : forgeron